# Ataxoorbignyna
Ataxoorbignyna es un género de foraminífero bentónico de la subfamilia Ataxophragmiinae, de la familia Ataxophragmiidae, de la superfamilia Ataxophragmioidea, del suborden Ataxophragmiina y del orden Loftusiida. Su especie tipo es Spirolina inflata. Su rango cronoestratigráfico abarca desde el Coniaciense hasta el Maastrichtiense (Cretácico superior).

## Discusión
Clasificaciones previas incluían Ataxoorbignyna en el suborden Textulariina del orden Textulariida o en el orden Lituolida.

## Clasificación
Ataxoorbignyna incluye a la siguiente especie:
- Ataxoorbignyna inflata †